# Chimay
Chimay (Шимэ) — торговая марка бельгийского траппистского пива, которое производится на территории аббатства Нотр-Дам-де-Скурмон в муниципалитете Шиме бельгийской провинции Эно. На него приходится около четверти всего производимого объёма траппистского пива.

## История
История аббатства Нотр-Дам-де-Скурмон началась в 1850 году, когда группа монахов-траппистов основали монастырь на плато Скурмон неподалёку от городка Шиме. Согласно уставу Ордена монахи должны своим трудом не только обеспечивать собственное пропитание, но и зарабатывать средства для помощи бедным, поэтому неподалёку нового монастыря была построена ферма, а затем на территории аббатства начали работать пивоварня и сыроварня. В частности, пивоварня начала выпуск продукции в 1863 году.
Долгое время объёмы производства пива Chimay оставались довольно небольшими. Ситуация изменилась в конце XX века, когда стараниями ряда энтузиастов интерес широкого круга ценителей пива был привлечён к продукции маленьких пивоварен, в частности траппистских, и широкое распространение получил так называемый «пивной туризм». Повышение спроса на пиво Chimay побудило монахов провести в 1988 году масштабное расширение производства своей пивоварни.
В начале XXI века пиво Chimay является одним из самых популярных образцов траппистского пива, доступным потребителям в 40 странах мира. Доходы от продаж пива этой торговой марки традиционно направляются на обеспечение финансовых потребностей аббатства Нотр-Дам-де-Скурмон и благотворительность.

## Ассортимент пива

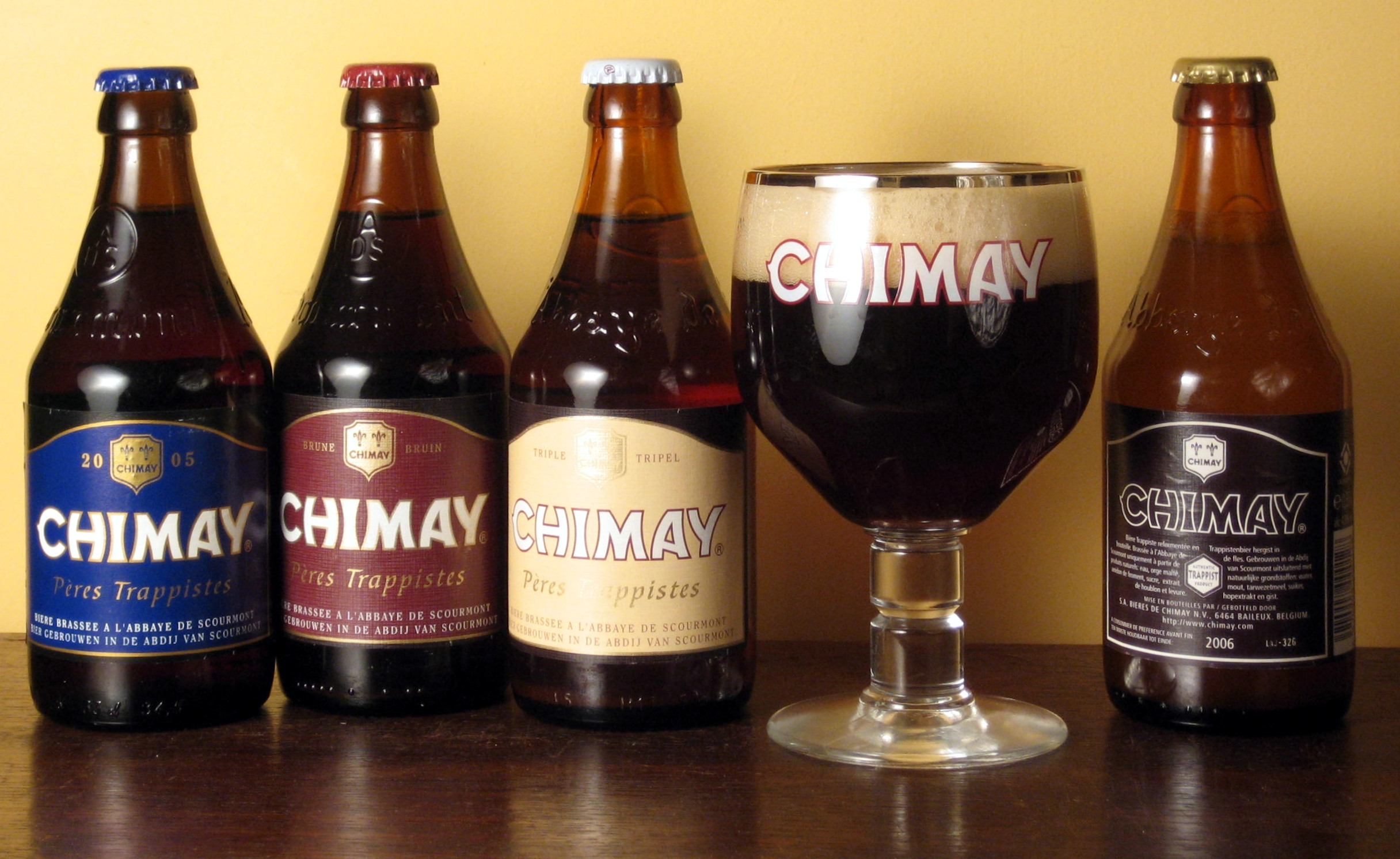
Ассортимент пива Chimay

Ныне ассортимент пива Chimay включает три основных сорта, которые разливаются в стеклянные бутылки объёмом 0,33 л. Также выпускаются бутылки 0,75 л, имеющие при этом альтернативные маркетинговые названия.
- Chimay Bleue — самый популярный сорт торговой марки, тёмное крепкое пиво с содержанием алкоголя 9,0 %. При розливе в бутылки 0,75 л продаётся под названием Grande Réserve.
- Chimay Blanche (Tripel) — светлое крепкое пиво золотистого цвета с содержанием алкоголя 8,0 %, имеет ощутимую горечь. При розливе в бутылки 0,75 л продаётся под названием Cinq Cents.
- Chimay Rouge — тёмное крепкое пиво с содержанием алкоголя 7,0 % и сладким фруктовым привкусом. При розливе в бутылки 0,75 л продаётся под названием Première.
- Chimay Dorée — светлое пиво с содержанием алкоголя 4,8 %. Как и большинство сортов траппистского пива с умеренным содержанием алкоголя, представляет собой так называемое Patersbier, то есть пиво, сваренное прежде всего для собственных нужд монахов.